# Віндх'яшакті
Віндх'яшакті (д/н — бл. 275) — правитель держави Вакатака у 250—275 роках.

## Життєпис
Його ім'я може походити від богині Віндх'явасіні, або це може бути титул (біруда), що посилається на його володіння в горах Віндх'я. Точне походження невідоме. З Пуран випливає, що Віндх'яшакті був правителем Відіші в сучасному Мадх'я-Прадеш, але це, на думку вчених, є сумнівним.
Тривалий час знаходився на службі у правителів Сатаваханів. Водночас зміг розширити власні володіння. Під час занепаду держави Сатаваханів зумів здобути незалежність у 250 році. В одному з написів печери Аджанта зазначено, що він додав своєї могутності, вівши великі битви, і що мав велику кінноту. Велич Віндх'яшакті порівнювали з величністю богів Індри та Вішну.
Панував до 270/275 року. Йому спадкував син Праварасена I.